# Fältnavling
Fältnavling (Arrhenia griseopallida) är en lavart som först beskrevs av Jean Baptiste Desmazières, och fick sitt nu gällande namn av Roy Watling 1989. Enligt Catalogue of Life ingår Fältnavling i släktet Arrhenia,  och familjen Tricholomataceae, men enligt Dyntaxa är tillhörigheten istället släktet Arrhenia,  och familjen trådklubbor. Arten är reproducerande i Sverige. Inga underarter finns listade i Catalogue of Life.